# Бродвейский театр

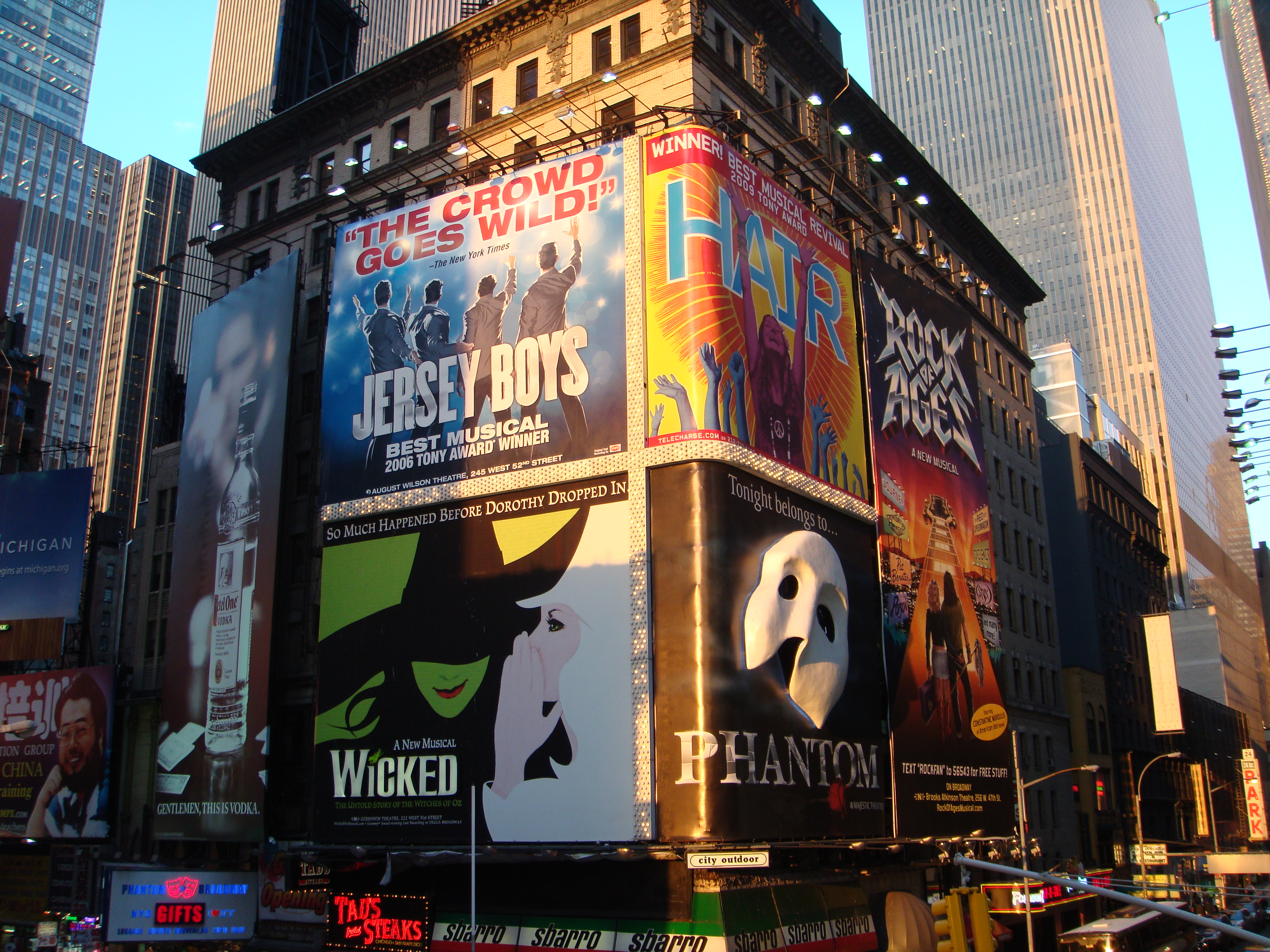
Реклама мюзиклов в Театральном квартале Манхэттена

Бродвейский театр (англ. Broadway theatre или просто Бродве́й) — обобщённое название группы из примерно 40 крупных (более 500 мест) коммерческих театров в Нью-Йорке, расположенных вдоль улицы Бродвей в Театральном квартале Манхэттена. Сейчас таких театров насчитывается 41. Бродвей является основой американской театральной культуры. Как полагают культурологи, Бродвей, как и Голливуд, оказал огромное влияние на формирование сегодняшней массовой культуры.
Большинство спектаклей (шоу) на Бродвее — мюзиклы (около 70 %). Почти все бродвейские шоу очень коммерчески ориентированы. Зачастую на сцене одного театра можно увидеть лишь один спектакль, идущий вечером со вторника по субботу, и заменяющийся на другой только тогда, когда зрители теряют к нему интерес. Для спектаклей, поставленных на Бродвее, существует отдельная, весьма престижная премия «Тони», ежегодно присуждаемая за достижения в области американского театра, эту премию считают театральным аналогом «Оскара».
Посещение спектакля на Бродвее — популярное развлечение туристов, посещающих Нью-Йорк. Примерно две трети посетителей Бродвея — приезжие. За сезон 2015—2016 годов спектакли Бродвея посетило более 13 миллионов человек, выручка от продажи билетов превысила 1,3 млрд долларов.

## История
В Нью-Йорке не было развито театральное искусство примерно до 1750 года. Его развитие связывают с именами Уолтера Мюррея и Томаса Кина, которые около 1750 года основали в Нью-Йорке театр на 280 мест и начали ставить пьесы Шекспира и балладные оперы. Второй театр открыл в 1753 году Уильям Хэллам. Первый крупный театр, Park Theatre, на 2 000 мест, был открыт в 1798 году. Затем последовало строительство многих других театров, большой рассвет американского театра произошёл в XIX веке. К середине XIX века чётко оформился и репертуар театров: опера для высшего общества, мелодрамы и менестрель-шоу для среднего класса, варьете для низов общества. Пьесы, конечно, также ставились, их посещали и люди высшего общества, и люди из среднего класса. Из пьес неизменной популярностью пользовались произведения Шекспира. В 1868 году американской публике был представлен бурлеск, который стал также очень популярен. А первый спектакль, который критики считают прародителем современного мюзикла, состоялся в 1866 году, он назывался The Black Crook.
Большое количество театров было построено в Нью-Йорке во второй половине XIX века. Такой прирост связывают с появлением достаточного уличного освещения, позволявшего публике более удобно и безопасно посещать спектакли вечером.
В 1898 году появился спектакль A Trip to Coontown, поставленный и исполняемый труппой, полностью состоявшей из афроамериканцев.
В районе Таймс-Сквер театры начали появляться лишь в начале XX века, а Бродвей, как центр театрального искусства Нью-Йорка, сформировался в 1920-х и 1930-х годах. В начале XX века в Нью-Йорке большой популярностью пользовались оперетты и пьесы П. Г. Вудхауса, Гая Болтона, Харри Б. Смита.
Большую конкуренцию театрам Бродвея составил кинематограф, с большим трудом театры сумели сохраниться в период расцвета голливудского кино.
Перед началом Второй мировой войны театры Бродвея стали известны тем, что ставили спектакли на политические темы, критиковавшие американское правительство за невмешательство.
Расцветом Бродвея стали 1950-е годы, в это время Бродвей достиг пика популярности, и его известность распространилась далеко за пределы США.
Некоторый небольшой спад наблюдался на Бродвее в 1960-х и 1970-х годах, после чего посещаемость снова начала расти. Прорывом стала постановка мюзикла «Кордебалет» (англ. A Chorus Line) со временем ставшего классикой и одним из самых продолжительных спектаклей на Бродвее — с 1975 по 1990 год состоялось 6137 представлений.
1980-е годы ознаменовались выходом многих мюзиклов (например, «Призрак Оперы», «Кошки»), признанных затем классикой жанра.

## Современный Бродвей
Две доминирующие на сегодняшний день театральные компании Бродвея — это The Shubert Organization и Nederlander Organization. Эти компании управляют большинством театров.
Сейчас в репертуаре сохраняются многие классические бродвейские мюзиклы прошлых десятилетий, самые долгоживущие мюзиклы Бродвея за всю его историю — это «Призрак Оперы» и «Кошки». На нескольких сценах идут мюзиклы компании «Дисней», пользующиеся большой популярностью. В мюзиклах используется живая музыка, исполняемая оркестром. Из пьес наибольшей популярностью пользуются произведения современных драматургов, классические произведения почти не ставятся.
Для участия в спектаклях Бродвея часто приглашаются звёзды кино и телевидения, хотя их участие стало не таким продолжительным, как было раньше: если прежде обычный контракт звезды составлялся на 6 месяцев, то теперь типичный срок — 3 месяца, после чего место звезды в труппе занимает другой актёр. Для большинства актёров Бродвея театральная деятельность является основной, хотя многие из них периодически снимаются в кино и телесериалах, в рекламе.
Если шоу имело большой успех на Бродвее, продюсеры, как правило, собирают отдельную гастрольную труппу и начинают гастрольный тур по Соединённым Штатам, часто охватывающий по многу десятков городов.